# Lili Novy

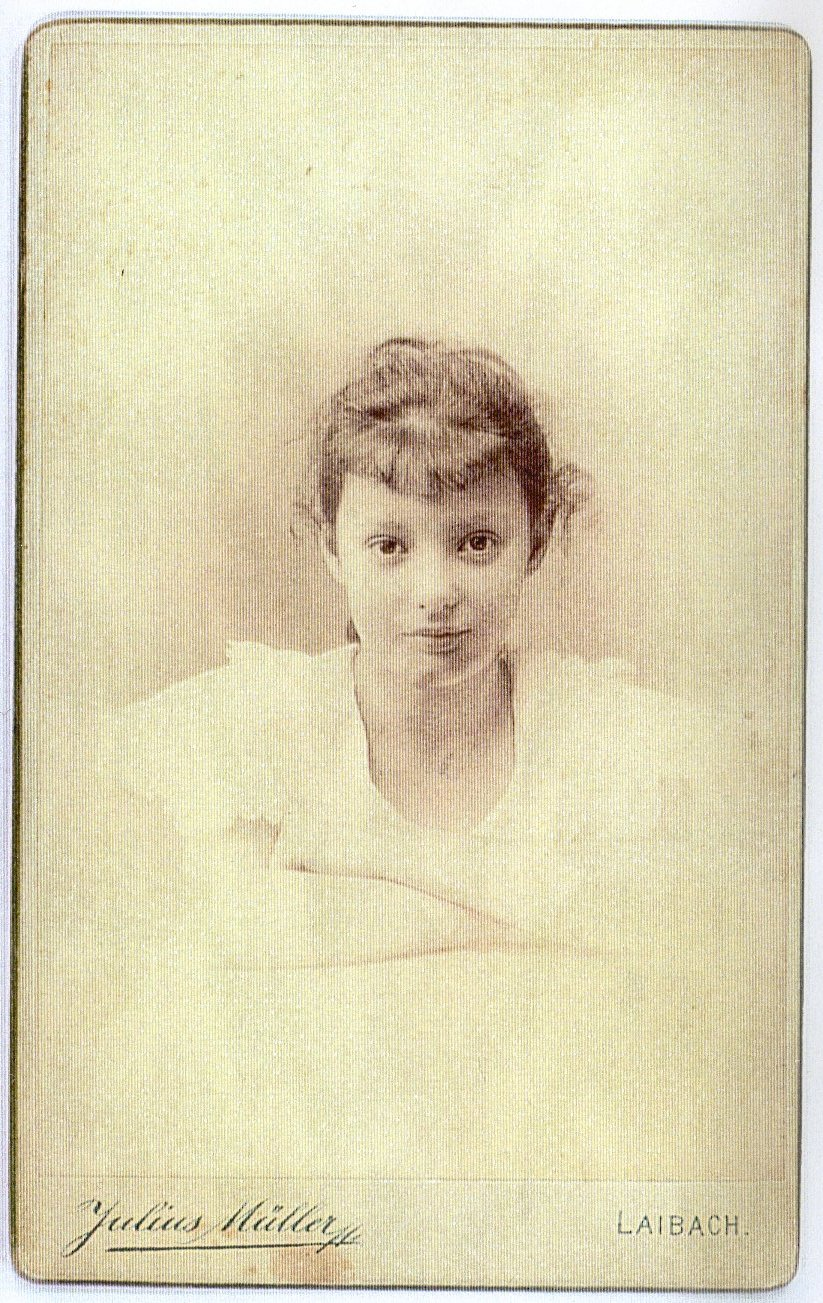
Porträtfotografie von Julius Müller

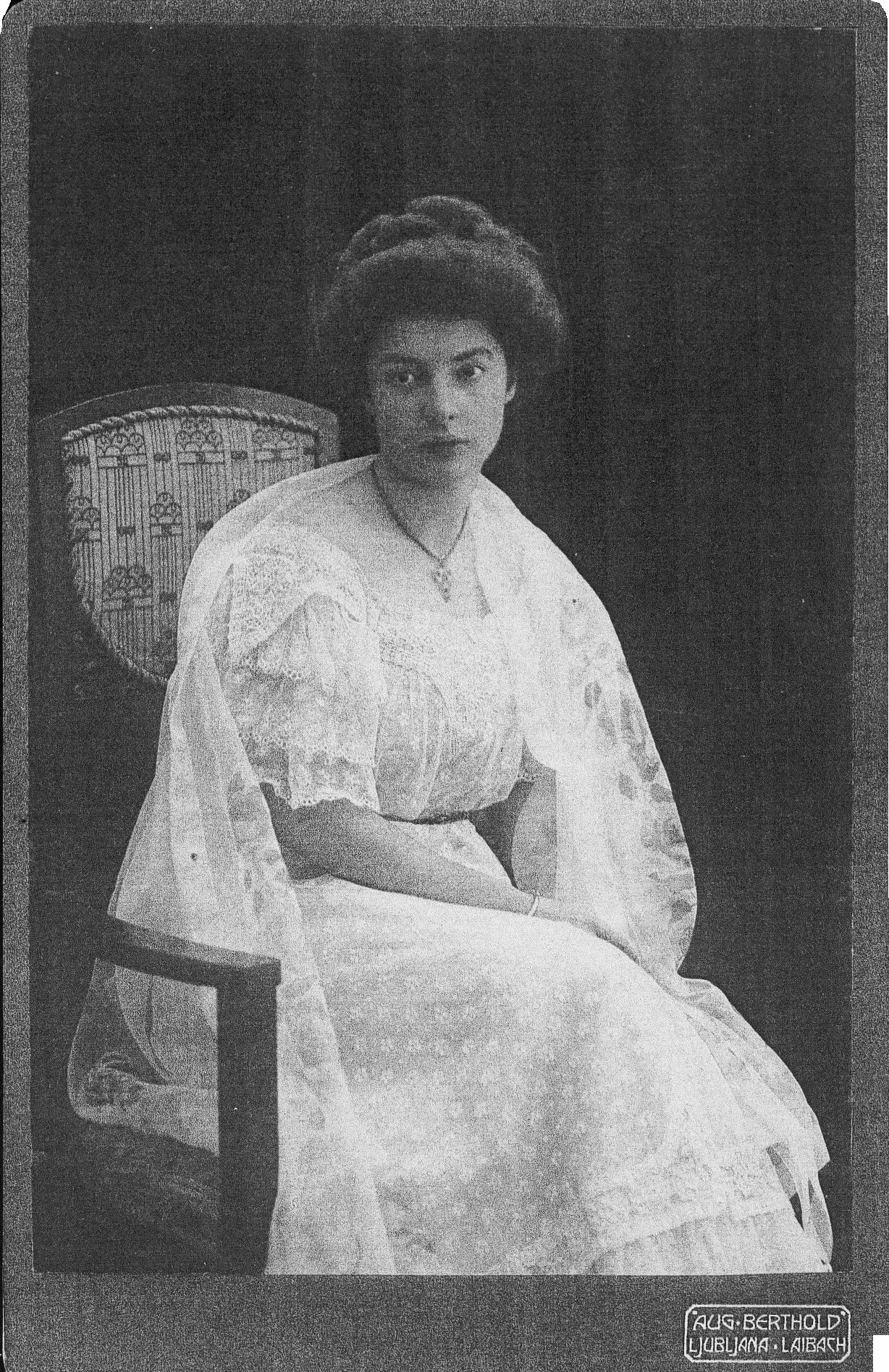
Porträtfotografie von August Berthold

Lili Novy, geborene Elizabeta von Haumeder (* 24. Dezember 1885 in Graz; † 7. März 1958 in Ljubljana) war eine deutsch-slowenische Lyrikerin und Übersetzerin. Sie wird als eine der wichtigsten slowenischen Dichterinnen angesehen.

## Leben
Lili Novy wurde 1886 in Graz als Tochter des Deutsch-Österreichers Guido Mihael Josef von Haumeder und seiner slowenischen Ehefrau Ludovika Ana Ahačič geboren. Im Jahr 1911 heiratete sie den Offizier Edvard Novy von Wallersberg. In den folgenden beiden Jahren wurden ihre Töchter Nives und Fides geboren.
In ihren Zwanzigern begann sie, sich in der slowenischen Literaturszene zu vernetzen und France Prešerens deutsche Gedichte ins Slowenische und vice versa zu übersetzen. Einfluss auf ihre literarische Produktion nahm Alojz Gradnik. Zuspruch bekam sie vom Dichter Oton Župančič, dessen Gedichte sie ebenfalls übertrug. In diesen Jahren begann sie in Literaturjournalen zu publizieren, so etwa in Westermanns Monatsheften in Braunschweig.
Sie übersetzte einzelne Werke von Goethe ins Slowenische und übertrug kroatische, serbische und slowenische Lyrik ins Deutsche. Zu den übersetzten Autorinnen gehören Božena Buković, Iva Rod, Vida Taufer, Ivana Brlić-Mažuranić und Vera Albreht. Zu ihrem Freundeskreis zählen Camilla Lucerna und Paula von Preradović. Die Übersetzungen erschienen in den Zagreber deutschen Tageszeitungen wie der Agramer Zeitung und dem Morgenblatt.
Während ihres Lebens widmete sie die unveröffentlichte Gedichtsammlung Lillys Gedichte 1929 ihrer Freundin Vida Novak. 1941 wurde die Sammlung Temna vrata publiziert. Ihr zweites Buch Oboki wurde posthum 1959 veröffentlicht.
Sie ließ sich in Ljubljana nieder, wo sie auch starb. Ihr Grab befindet sich auf dem Friedhof Žale.

## Rezeption

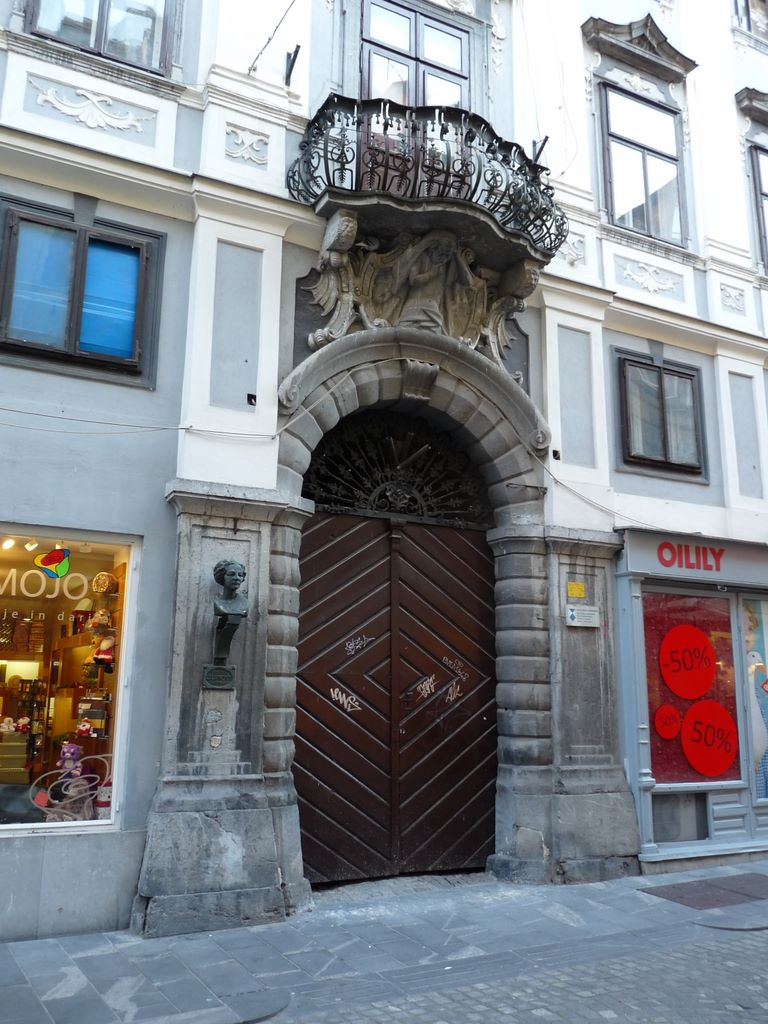
Büste von Lili Novy am Schweigerhaus

- In Ljubljana erinnert eine Büste vor dem Schweigerhaus, dem Wohnsitz der Dichterin in der Laibacher Altstadt, an Lili Novy. Das Kunstwerk stammt aus dem Jahr 1985 und wurde von Lujo Vodopivec gestaltet.[8]
- Räume des Kulturzentrums Cankarjev dom in Ljubljana sind nach ihr benannt.
- 1984 veröffentlichte Jože Javoršek eine Monographie zu Lili Novy.

## Veröffentlichungen
- Temna vrata (1941)
- Oboki (1959)
- Pikapoka (1968)
- Majhni ste na tem velikem svetu (1973)